# سوسا، پیمونت
سوسا، پیمونت (به ایتالیایی: Susa) یک کومونه در ایتالیا است که در استان تورین واقع شده‌است.

## خصوصیات
سوسا ۱۱٫۲۶ کیلومترمربع مساحت و ۶٬۷۴۳ نفر جمعیت دارد و ۵۰۳ متر بالاتر از سطح دریا واقع شده‌است.

## خواهرخوانده
شهرهای بریانسون، پائولا، کالابریا و بارنستاپل خواهرخوانده‌های سوسا، پیمونت هستند.